# Ectopleura wrighti
Ectopleura wrighti är en nässeldjursart som beskrevs av Petersen 1979. Ectopleura wrighti ingår i släktet Ectopleura och familjen Tubulariidae. Inga underarter finns listade i Catalogue of Life.